# Куклинский, Ричард
Ричард Куклиньский по прозвищу «Ледяной человек» (англ. Richard "The Iceman" Kuklinski; 11 апреля 1935 — 5 марта 2006) — американский наёмный убийца. Он работал на несколько итало-американских семей, и утверждал, что убил более 100 человек. Его карьера продлилась 30 лет.

## Биография
Куклиньский родился в Джерси-Сити, штат Нью-Джерси, в семье польского и ирландско-американского происхождения. Его отец, Стэнли (Станислав) Куклиньский, был алкоголиком, который часто оскорблял и унижал его. 
В 1940 году Стэнли Куклиньский забил своего сына Флориана до смерти. Полицейским семья Куклиньский сообщила, что Флориан погиб сам, случайно упав в лестничный пролёт.
Ричард утверждал, что убил от 100 до 250 человек и зачастую делал это с особой жестокостью и просто так . Большинство из этих признаний не подтверждены. Он также утверждал, что убил некоторых боссов мафии, таких как Пол Кастелано и Кармайн Галанте, а также был причастен к исчезновению и предполагаемому убийству профсоюзного лидера Джимми Хоффа. Эти признания считаются сомнительными.
В 1988 году в Нью-Джерси состоялся суд, который признал Куклиньский виновным в пяти убийствах и приговорил его к нескольким пожизненным срокам заключения.

## Фильм
- Ледяной (фильм)